# Championnat de Banovina de Croatie de football 1940-1941
Navigation
Saison précédente Saison suivante
La saison 1940-1941 du Championnat de Croatie de football appelée Championnat de Banovina de Croatie de football 1940-1941 est une édition spéciale de la première division croate. 
Ce tournoi est organisé par la fédération croate de football. Cette édition est particulière car il s'agit de la première compétition organisée que par la fédération croate, sous le Banovina de Croatie, la seule de ce gouvernement. 
Le Hajduk Split est déclaré champion, c'est le premier titre du club.

## Les 10 clubs participants
| - Hajduk Split - HASK Gradjanski Zagreb - HŠK Concordia Zagreb - HAŠK Zagreb - ŠK Slavija Varaždin | - RSK Split - SAŠK Sarajevo - HŠK Slavija Osijek - HŠK Željezničar Zagreb - HAD Bačka Subotica |

## Compétition

### Classement
Le barème de points servant à établir le classement se décompose ainsi :
- Victoire : 2 points
- Match nul : 1 point
- Défaite : 0 point